# Longevilles-Mont-d'Or
Longevilles-Mont-d'Or és un municipi francès situat al departament del Doubs i a la regió de Borgonya - Franc Comtat. L'any 2007 tenia 402 habitants.

## Demografia

### Població
El 2007 la població de fet de Longevilles-Mont-d'Or era de 402 persones. Hi havia 160 famílies de les quals 44 eren unipersonals (20 homes vivint sols i 24 dones vivint soles), 52 parelles sense fills, 60 parelles amb fills i 4 famílies monoparentals amb fills.
La població ha evolucionat segons el següent gràfic:
Habitants censats

### Habitatges
El 2007 hi havia 259 habitatges, 166 eren l'habitatge principal de la família, 78 eren segones residències i 15 estaven desocupats. 171 eren cases i 89 eren apartaments. Dels 166 habitatges principals, 118 estaven ocupats pels seus propietaris, 37 estaven llogats i ocupats pels llogaters i 11 estaven cedits a títol gratuït; 22 tenien dues cambres, 29 en tenien tres, 43 en tenien quatre i 71 en tenien cinc o més. 138 habitatges disposaven pel capbaix d'una plaça de pàrquing. A 68 habitatges hi havia un automòbil i a 89 n'hi havia dos o més.

### Piràmide de població
La piràmide de població per edats i sexe el 2009 era:
| Homes | Edats   | Dones |
| ----- | ------- | ----- |
| 0     | 95 o +  | 0     |
| 4     | 90 a 94 | 0     |
| 4     | 85 a 89 | 0     |
| 0     | 80 a 84 | 0     |
| 12    | 75 a 79 | 8     |
| 0     | 70 a 74 | 4     |
| 4     | 65 a 69 | 0     |
| 12    | 60 a 64 | 4     |
| 4     | 55 a 59 | 12    |
| 12    | 50 a 54 | 8     |
| 20    | 45 a 49 | 8     |
| 8     | 40 a 44 | 12    |
| 12    | 35 a 39 | 16    |
| 16    | 30 a 34 | 12    |
| 24    | 25 a 29 | 32    |
| 4     | 20 a 24 | 0     |
| 4     | 15 a 19 | 8     |
| 12    | 10 a 14 | 16    |
| 20    | 5 a 9   | 12    |
| 16    | 0 a 4   | 28    |

## Economia
El 2007 la població en edat de treballar era de 266 persones, 220 eren actives i 46 eren inactives. De les 220 persones actives 207 estaven ocupades (108 homes i 99 dones) i 13 estaven aturades (7 homes i 6 dones). De les 46 persones inactives 22 estaven jubilades, 15 estaven estudiant i 9 estaven classificades com a «altres inactius».

### Ingressos
El 2009 a Longevilles-Mont-d'Or hi havia 170 unitats fiscals que integraven 405 persones, la mediana anual d'ingressos fiscals per persona era de 23.465 €.

### Activitats econòmiques
Dels 24 establiments que hi havia el 2007, 2 eren d'empreses alimentàries, 1 d'una empresa de fabricació d'altres productes industrials, 3 d'empreses de construcció, 4 d'empreses de comerç i reparació d'automòbils, 1 d'una empresa de transport, 6 d'empreses d'hostatgeria i restauració, 1 d'una empresa financera, 3 d'empreses immobiliàries, 1 d'una empresa de serveis, 1 d'una entitat de l'administració pública i 1 d'una empresa classificada com a «altres activitats de serveis».
Dels 7 establiments de servei als particulars que hi havia el 2009, 1 era una oficina de correu, 2 tallers de reparació d'automòbils i de material agrícola, 1 electricista i 3 restaurants.
Els 2 establiments comercials que hi havia el 2009 eren botigues de material esportiu.
L'any 2000 a Longevilles-Mont-d'Or hi havia 9 explotacions agrícoles que ocupaven un total de 384 hectàrees.

## Poblacions més properes
El següent diagrama mostra les poblacions més properes.